# السوداء (جبل)
جبل السوداء هو جبل أسود يُخالف ما حوله من الجبال المائلة للبياض، ويقع في السراة في ديار قبيلة بلقرن في محافظة بلقرن في منطقة عسير في المملكة العربية السعودية، ويرتفع بحوالي ألفي متر عن سطح البحر، وفي الغرب منه تقع قرى الحرجة.